# Brevet logiciel
Pour les articles homonymes, voir Brevet (homonymie).

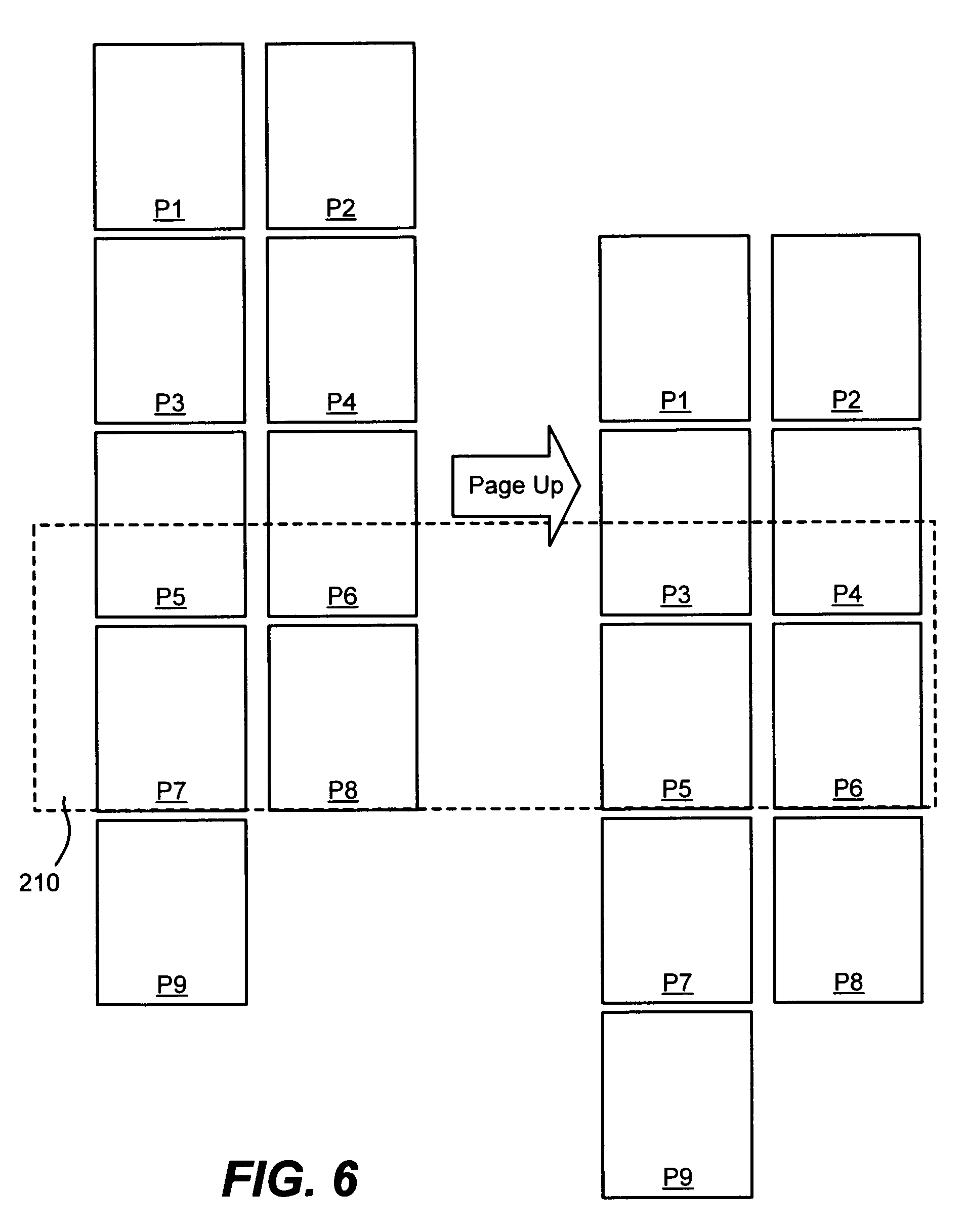
Exemple de brevet pour un logiciel Microsoft.

Le brevet logiciel désigne à l'échelle d'un pays le fait de posséder des réglementations et une jurisprudence claires permettant l'octroi de brevets sur les logiciels, c'est-à-dire un droit d'interdiction de l'exploitation par un tiers de l'invention brevetée, à partir d'une certaine date et pour une durée limitée (20 ans en général).
La jurisprudence aux États-Unis est traditionnellement favorable à la protection des logiciels par le brevet. Les décisions récentes paraissent cependant relativiser cette position. En Europe, l'article 52(2) de la Convention sur le brevet européen exclut la brevetabilité des programmes d'ordinateur. Mais, dans la pratique des brevets y sont accordés pour des « inventions mises en œuvre par logiciel » c'est-à-dire liant un logiciel ayant un « effet technique » (par exemple certains systèmes ABS), l'on évoque à ce propos la brevetabilité des inventions mises en œuvre par ordinateur. L'on définit en général la notion d'effet technique comme une transformation de la Nature par l'Homme, autrement comme la production d'un effet matériel.
Il existe donc différentes positions à l’échelle internationale, et la pertinence de la possibilité de dépôt de brevets dans le domaine des logiciels fait l'objet d'un débat politique et technique opposant diverses parties dans lequel les lobbys industriels jouent un rôle de premier plan. Des débats au parlement européen ont ainsi eu lieu dans les années 2000, conclus par le maintien de la non-brevetabilité des logiciels « en tant que tels » en 2005.

## Historique des brevets logiciels
Les décrets qui régissent les brevets d’inventions dans le secteur de l’informatique datent d'une époque où la discipline du génie logiciel était encore balbutiante, alors que le mot même de logiciel n’existait pas en français.
Ainsi, la première demande de brevet assimilable à un brevet logiciel, a été déposée le 21 mai 1962 auprès de l'office britannique des brevets, puis auprès d'autres pays d'Europe, par British Petroleum, pour un « Dispositif d'optimisation linéaire pour la commande d'un appareil de traitement de données ». Cette famille de brevets a pour objet de gérer efficacement les différents types de mémoire dans le cadre de l'algorithme du simplexe en optimisation linéaire. 
Avec la technologie moderne, cette invention serait réalisable de façon purement logicielle, ce qui n'est pas le cas, cependant, en 1962.
Martin Goetz fut de manière plus établie et reconnue le premier développeur à déposer un brevet pour un logiciel en avril 1965. Salarié de l'éditeur Applied Data Research, il avait écrit le logiciel Autoflow, pour les ordinateurs centraux RCA permettant de créer des diagrammes de flux des autres programmes informatiques et ainsi leur occupation de la machine. RCA et d’autres fabricants d’ordinateurs n'ont pas souhaité donner de licence à Autoflow, et Martin Goetz l'a alors commercialisé directement, créant un précédent: le premier logiciel vendu comme produit autonome. Trois ans après, ce logiciel est reconnu par un brevet officiel, le 23 avril 1968.
Martin Goetz, le premier développeur à déposer un brevet pour un logiciel en avril 1965, salarié d'Applied Data Research avait écrit le logiciel Autoflow, pour les ordinateurs centraux RCA permettant de créer des diagrammes de flux des autres programmes informatiques et ainsi leur occupation de la machine. RCA et d’autres fabricants d’ordinateurs n'ont pas souhaité donner de licence à Autoflow, et Martin Goetz l'a alors commercialisé directement, créant un précédent: le premier logiciel vendu comme produit autonome. Trois ans après, ce logiciel est reconnu par un brevet officiel, le 23 avril 1968.
En 2007, en retrouvant sa "Une" de l'époque, le magazine Computerworld  saluera, cet innovateur oublié de l’industrie informatique, nommé « le père des logiciels tiers » par le magazine en ligne mainframezone.com.
Le 23 avril 1969 lance une procédure contre IBM qui est alors opposé à tout brevet sur les logiciels.
Il reçoit le soutien de l'Association of Data Processing Service Organizations (ADAPSO), fondée en 1962 mais en 1972, la Cour suprême américaine soutient IBM en se déclarant elle aussi opposée à tout brevet sur les logiciels.
En 2007, en retrouvant sa "Une" de l'époque, le magazine Computerworld  saluera, cet innovateur oublié de l’industrie informatique, nommé « le père des logiciels tiers » par le magazine en ligne mainframezone.com.
Le 23 avril 1969 lance une procédure contre IBM qui est alors opposé à tout brevet sur les logiciels.

À partir de 1973, l'examen des demandes de brevets d'invention en Europe a été confié à l'office européen des brevets (OEB) dans le cadre de la Convention sur le brevet européen, afin de permettre une amélioration, une simplification et de sensibles réductions des coûts de procédure. L'OEB n'est pas un organe de justice, mais il élabore sa propre jurisprudence, cette  disposition ayant été jugée plus simple et plus rapide que celle de devoir légiférer pour chaque cas de figure.
En Europe, la validité de tels brevets n'a pas été examinée par le législateur avant 1973 et aux États-Unis avant 1981. Il revenait donc entièrement à l'office des brevets concerné de décider si le procédé soumis correspondait à une invention, ou à un autre type de progrès.

## Plusieurs définitions
L'association pour une infrastructure de l'information libre propose comme définition du brevet logiciel « Le brevet sur toute performance d'un ordinateur réalisé par l'intermédiaire d'un programme informatique »
Mais dans le détail la définition est relative à la législation de chaque pays. Par exemple aux États-Unis on exclut les « idées abstraites » mais pas les programmes informatiques, tandis qu'en Europe on exclut le programme informatique « en tant que tel » mais pas associé à une innovation technique.
Le brevet logiciel est donc parfaitement défini relativement à la loi de chacun des pays qui en valident le principe, tandis qu'il ne l'est pas pour les pays qui le refusent en tant que tel pour des raisons de porosité avec le domaine des idées. La notion de logiciel et ce qui peut y être inclus est ainsi au cœur de ce qui sépare les différents points de vue, car la libre circulation de ce qui est du domaine des idées est universellement reconnu et par exemple inscrit dans la constitution américaine.

### Limites légales là où il existe
Les défenseurs ou les pays qui l'appliquent trouvent à la notion de brevet logiciel des limites d’acceptabilité parfaitement claires :
Le brevet logiciel, comme tout autre brevet, est délivré sous réserve que la méthode revendiquée est :
- nouvelle, c'est-à-dire n'a jamais été divulguée publiquement auparavant ;
- inventive, c'est-à-dire ne pourrait se retrouver sans effort.

Le brevet (logiciel) est délivré lorsque la méthode permet de résoudre un problème technique. Par technique, on entend justement qu'il ne s'agit pas d'un problème abstrait qui n'agit pas d'une manière ou d'une autre sur un composant technique. Par exemple, à supposer qu'elle soit nouvelle et inventive, une méthode qui permettrait à un processeur de réaliser deux fois plus vite une opération que les processeurs précédents est brevetable car elle produit un effet technique qui est l'accélération de la vitesse de calcul.

### Perméabilité de la notion selon ceux qui s'y opposent
Pour les opposants et pour les pays qui ne valident pas le principe de brevet logiciel, l'accent est mis sur la perméabilité du sujet avec d'autres pour dénoncer l'inconsistance du principe de brevet logiciel :
Selon Jean-Paul Smets-Solanes, « Un brevet logiciel n'est pas un brevet sur un logiciel mais un brevet sur un procédé innovant de traitement de l'information », ainsi, « Le brevet logiciel couvre un champ très large : techniques de programmation, méthodes financières, méthodes d'affaires, méthodes d'organisation, méthodes de commerce électronique, méthodes éducatives, etc. L'étendue de ce champ résulte de la possibilité d'obtenir un brevet sur un procédé de traitement informatisé des informations nécessaires à la reproduction d'une méthode intellectuelle. »

## Législation et pratiques actuelles
Le monde est divisé quant à la brevetabilité du logiciel. Certains pays accordent des brevets à des logiciels, dont les États-Unis le Japon et le Royaume-Uni, mais d'autres le refusent :
- En Europe, le Parlement européen a rejeté en 2005 une clause permettant les brevets logiciels[2].
- En Inde, le Parlement indien a rejeté en avril 2005 une clause permettant les brevets logiciels.[réf. nécessaire]
- En Australie, les méthodes abstraites ne sont pas brevetables, mais les logiciels, qui sont leur mise en œuvre informatique, le sont largement[11].

Dans tous les pays du monde les brevets accordés (logiciels ou autres) peuvent éventuellement être déclarés caducs lors d'une procédure juridique ultérieure en cas de conflit.
À l'échelle mondiale, les pays membres de l'OMC ont ratifié en 1994 les accords ADPIC. Selon l'article 10.1 "Les programmes d'ordinateur, qu'ils soient exprimés en code source ou en code objet, seront protégés en tant qu'œuvres littéraires en vertu de la Convention de Berne (1971)" .

### Aux États-Unis
Jusqu'aux années 1980, l'office américain des brevets, le USPTO, ne considérait pas les logiciels comme brevetables, s'appuyant sur la loi qui indique que les brevets ne peuvent être attribués qu'à des « procédés, machines, articles de manufacture et assemblages matériels. ». En particulier, sont exclues les « vérités scientifiques » ou leur « expression mathématique. » Cela signifie que la plupart des techniques fondamentales de génie logiciel n'ont jamais été brevetées.
La position du USPTO a été ébranlée en 1981 par une décision de la Cour suprême, dans le jugement Diamond contre Diehr. Le jugement mettait en jeu un appareil qui utilisait un logiciel pour contrôler la durée de différentes opérations de traitement du caoutchouc. La décision, pour l'essentiel, fut que si les logiciels ne sont pas en eux-mêmes brevetables, un appareil les utilisant peut l'être. S'ensuivirent de nombreux recours à la justice pour déterminer la brevetabilité de différents appareils.
Du fait des disparités des décisions de justice à travers les États-Unis, le Congrès créa en 1982 une nouvelle cour de justice spécialisée, le Federal Circuit, qui unifia les jugements. En particulier, elle part du principe que la charge de la preuve de l'invalidité revient aux adversaires du brevet. Ces décisions conduisirent à une jurisprudence favorable aux brevets logiciels, entérinée par un document de 1996 du USPTO.
Il y a eu depuis de nombreux jugements qui ont infléchi la position de l'USPTO, et notamment la décision toute récente "In Re Bilski" qui impose de nouvelles conditions de brevetabilité pour les inventions mises en œuvre par ordinateur. De ce fait, il est devenu extrêmement complexe d'obtenir la délivrance d'un brevet pour les inventions souvent qualifiées par les détracteurs de brevets logiciels comme "évidentes".
Les décisions Bilski et Alice rendues par la Cour Suprême américaine tendent désormais à restreindre la protection des programmes d'ordinateurs via un test de brevetabilité plus restrictif comprenant deux étapes : l'invention est-elle abstraite? Cela revient à rechercher si elle produit un effet tangible et rapproche le droit américain du droit européen (notion d'effet technique). Dans l'affirmative, une seconde question se pose : l'invention comprend-elle des caractéristiques additionnelles la rendant brevetable ?

### En Europe
En Europe, le brevet logiciel n'est pas autorisé, c'est-à-dire que l'interdiction d'exploitation par un tiers sur une durée donnée n'est pas applicable pour un logiciel en tant que tel. Les droits exclusifs dont peut bénéficier l'auteur ou les ayants droit sont définis par le droit d'auteur. Comme un livre ou une partition, le code d'un logiciel est considéré comme une œuvre de l'esprit, soumise à des droits qui ne s'appliquent pas à l'idée sous-jacente qui reste de libre parcours. Un algorithme utilisé dans ce code peut donc être utilisé par quelqu'un d'autre tant qu'il ne commet pas directement ou indirectement un plagiat. Cette disposition est importante notamment pour l'interopérabilité des différents logiciels.
Si le logiciel n'est pas brevetable en tant que tel, le droit des brevets n'est pas pour autant exclu dès qu'il s'agit de logiciel : l'article 9 de la Directive européenne (91/250/CEE) concernant la protection juridique des programmes d'ordinateur stipule que « Les dispositions de la présente directive n'affectent pas les autres dispositions légales concernant notamment les brevets, les marques, la concurrence déloyale, le secret des affaires, la protection des semi-conducteurs ou le droit des contrats. »
Les bases de la définition actuelle datent de 1973, avec la Convention sur le brevet européen (CBE), une convention internationale visant à fournir un cadre juridique commun en créant l'Office européen des brevets. Son article 52 exclut – dans les États signataires de la convention – certaines inventions du champ de la brevetabilité, en particulier les méthodes mathématiques et les programmes d'ordinateurs en tant que tels.
Cette disposition a été maintenue par le Parlement européen, définitivement en 2005, après que des propositions de suppression ont été présentées plusieurs fois de suite, avec des « inélégances » selon Michel Rocard.
La convention sur le brevet européen, révisée plusieurs fois, définit le cadre d'acceptation actuelle à l’échelle européenne.

#### En France
La France suit la position de l'office européen des brevets en matières de brevets logiciels. La protection par droit d'auteur est également envisageable.
On est auteur d'un logiciel dès sa création (écriture du code). Un dépôt daté permet de prouver qu'on est bien l'auteur du logiciel. Le dépôt peut être réalisé chez un huissier ou un Tiers de Confiance spécialisé (Agence pour la Protection des Programmes, LOGITAS ou encore CERTISURE). Certains éléments graphiques de l'interface peuvent éventuellement être déposés comme des modèles auprès de l'INPI.
Le principal mode de protection réside toutefois dans la non-divulgation des sources et dans l'utilisation d'une clé électronique de protection contre la copie illégale (« dongle »). Dans ce cas, il est possible pour un concurrent de re-développer un logiciel équivalent, mais pas une copie servile.

## Positions des différents acteurs et points de frictions

### L'argumentation
[non neutre]

#### Techniques
1. Le principe des brevets a été conçu à une époque où l'information représentait peu de chose par rapport à la fabrication. Dans le domaine du logiciel les deux notions seraient confondues. Pour certains, cela apparaît comme inexact puisqu'entre l'idée d'une fonction et sa réalisation informatique, la différence serait de plus en plus importante. En effet, les outils de programmation actuels sont de plus en plus complexes et ne sont pas à la portée de tous, et ce n'est pas parce qu'un utilisateur a l'idée de réaliser un logiciel qu'il en a techniquement les compétences, ce qui est un point essentiel lors de la détermination de l'évidence.
2. Certains informaticiens considèrent que tout programme complexe est localement trivial. Depuis les débuts de l'informatique les principales techniques, algorithmes et méthodes de stockage, méthodes d'accès aux données et de communication entre les programmes et les procédures ont été décrites et répertoriées.
3. Un résultat théorique : la Correspondance de Curry-Howard stipule que tout programme est équivalent à une preuve mathématique, breveter un programme reviendrait donc à breveter un théorème.
4. Selon les détracteurs des brevets logiciels, le nombre de brevets croîtrait de manière exponentielle. Il serait donc difficile pour un examinateur de passer en revue l'ensemble de ces brevets et de ne pas en enfreindre.

#### Les brevets supposés triviaux
En informatique, il semble difficile  de distinguer ce qui est innovation réelle de ce qui ne l'est pas. De nombreux brevets logiciels suscitent la controverse : les inventions de la transformée de Fourier rapide, utilisée dans de nombreux appareils industriels, ou de l'algorithme de Boyer-Moore ne sont pas brevetées.
Les brevets suivants sont considérés comme triviaux par certains :
- la navigation au clavier sur Internet (Microsoft)
- le double clic
- la barre de progression
- la boutique web[18]
- l'anti-spam

Pour évaluer l'innovation d'un brevet, il faut se reporter à sa date de dépôt. L'évidence d'un brevet s'apprécie à la date de dépôt du brevet, et non à la date de lecture de celui-ci.
La justice considère que le brevet du shopping en un clic d'Amazon.com est trivial et n'aurait jamais dû être accepté.

### Arguments sur l'innovation
1. Compte tenu de la difficulté de vérifier l'état de l'art existant, la décision finale de la validité d'un brevet est implicitement laissée à la justice ;
2. Déposer, défendre, ou se défendre contre un brevet coûte cher. Les grandes multinationales sont, de ce fait, largement avantagées.
3. De petites sociétés dédiées à l'exploitation des brevets logiciels se sont constituées. Ces sociétés se constituent des portefeuilles de brevets, ce que certains appellent les brevets mines[20]. Ces sociétés n'auraient pour seule raison d'exister que de permettre de faire des procès (Patent troll)[21].

### Argument économique
1. Les brevets logiciels ne bénéficieront pas à l'Europe car près de 3/4 des brevets logiciels accordés par l’OEB sont détenus par des pays extra-européens[22].
2. Les brevets sont incompatibles avec les Logiciels libres et/ou Open source et, en particulier, Linux. Or, ces logiciels seraient une chance pour les pays dont l'industrie logicielle est en retard, autant que pour l'Europe elle-même, dont le marché est dominé par les éditeurs américains.

### Action de pré-publication
Le système d'utilisation de hashs de taille variable en Perl aurait pu obtenir un brevet, de l'avis des spécialistes qui se sont penchés dessus[réf. nécessaire]. Larry Wall a fait le choix de mettre le code source correspondant dans le domaine public, renonçant à ses droits.

### Autres arguments
(mars 2013).
Le brevet permet de publier un travail, de rendre publiques les méthodes de fabrication tout en interdisant l'exploitation par d'autres. Quiconque peut directement déposer une demande de brevet d'invention à l'INPI, moyennant le paiement de redevances correspondant aux frais de traitement du dossier.
Il est cependant recommandé de s'adjoindre les services d'un cabinet conseil (Conseil en propriété industrielle en France, avocats spécialisés nommés patent attorneys dans les pays anglo-saxons, spécialiste de l'innovation ou de la propriété intellectuelle, auteur de brevets attribués...) pour rédiger une telle demande, (coût approximatif en France en 2015: entre 3000 et 7000 euros) à moins de s'investir personnellement dans la compréhension de la propriété industrielle. Bon nombre d'inventeurs choisissent cette option. Après le dépôt, l'inventeur bénéficie d'une priorité dans le pays de dépôt (ou les pays européens désignés, dans le cadre d'une procédure auprès de l'Office Européen des Brevets) ainsi que d'une priorité sur la nouveauté divulguée par l'invention dans presque tous les pays du monde (pays partie à la Convention de Paris) pour une durée d'un an. Pour bénéficier d'une protection internationale, l'inventeur doit déposer, dans l'année qui suit le dépôt de sa demande nationale ou régionale, une demande de brevet internationale. Pour ce faire, il peut déposer une demande "PCT" (en anglais : Patent Cooperation Treaty, c'est-à-dire Traité de coopération sur les brevets) ou bien une demande dans chaque pays où il souhaite être protégé et payer les taxes correspondantes dans chaque pays choisi. La protection ne prend effet qu'à partir de la publication (le plus souvent 18 mois après le dépôt initial), sauf si le déposant notifie son dépôt à un tiers avant la publication, auquel cas le brevet n'est opposable qu'aux tiers notifiés, pour ce qui concerne les faits avant publication.
Grâce à son brevet, l'inventeur bénéficie d'une période d'exclusivité commerciale de 20 ans à partir de la date de dépôt pour exploiter son brevet ou en céder les droits.
Après la période de 20 ans, le brevet échoit et tout le monde peut faire un usage gratuit de l'invention.
Dès qu'une demande de brevet est publiée ou divulguée chacun peut : 
- en prendre connaissance
- l'utiliser gratuitement pour son usage personnel
- le perfectionner, faire breveter les perfectionnements et faire valoir ses droits sur les perfectionnements brevetés (interdiction d'usage, revente de licences, licence croisée, etc.), y compris au propriétaire du brevet original
- commercialiser les perfectionnements, une fois le brevet copié tombé dans le domaine public

En droit français, tout brevet non exploité trois ans après la date de délivrance peut faire l'objet d'une licence obligatoire à un tiers qui le demande.